# DHAP
DHAP (of R-DHAP, DHAP-R) is een combinatiechemotherapie die meestal wordt toegepast als tweedelijnsbehandeling van de ziekte van Hodgkin en enkele non-hodgkinlymfomen. De naam is een afkorting van de geneesmiddelen (cytostatica) die onderdeel zijn van het therapieschema.
| Middel                        | Dosis      | Toepassing           | Toediening          |
| ----------------------------- | ---------- | -------------------- | ------------------- |
| Dexamethason                  | 40 mg      | Oraal                | Dagen 1-4           |
| Hoge dosis Ara-C (cytarabine) | 2000 mg/m2 | Intraveneus (2 uur)  | Dag 2, elke 12 uren |
| Platinol (cisplatine)         | 100 mg/m2  | Intraveneus (24 uur) | Dag 1               |

Wanneer rituximab onderdeel is van de behandeling wordt dit schema R-DHAP of DHAP-R genoemd. Rituximab wordt dan op de dag voor aanvang van DHAP intraveneus toegediend met een dosis van 375 mg/m2.
Afhankelijk van het stadium van de ziekte wordt dit therapieschema toegepast in twee of drie cycli. De laatste cyclus wordt meestal gevolgd door een stamceltransplantatie en een ander schema zoals BEAM, VIM of ICE.
De patiënt wordt voor de toediening van het schema altijd opgenomen in het ziekenhuis.

## Bijwerkingen
- Onvruchtbaarheid is een van de bijwerkingen van deze kuur
- Cisplatine is ototoxisch en wordt bij gehoorschade vaak vervangen door Carboplatine. Tinnitus (ook wel oorsuizen genoemd) komt vaak voor bij patiënten die behandeld zijn met DHAP
- Haaruitval (tijdelijk)
- Euforie, stemmingswisselingen en onrust bij dexamethason
- Cytopenie
- Misselijkheid, deels te ondervangen met anti-emetica
- Nierschade
- Leverschade